# Albert Duro
Albert Duro (Elbasan, 16 febbraio 1978) è un ex calciatore albanese, di ruolo difensore.

## Carriera

### Club
Ha giocato nella prima divisione albanese ed in quella rumena.

### Nazionale
Ha giocato nella nazionale albanese Under-21.
Ha collezionato 5 presenze con la nazionale maggiore albanese, con la quale ha giocato dal 1999 fino al 2000.

## Statistiche

### Presenze e reti nei club
Statistiche aggiornate al 14 ottobre 2007.
| Stagione                 | Squadra                  | Campionato               | Campionato | Campionato | Coppa nazionale | Coppa nazionale | Coppa nazionale | Coppe europee | Coppe europee | Coppe europee | Altre coppe | Altre coppe | Altre coppe | Totale | Totale |
| Stagione                 | Squadra                  | Comp                     | Pres       | Reti       | Comp            | Pres            | Reti            | Comp          | Pres          | Reti          | Comp        | Pres        | Reti        | Pres   | Reti   |
| ------------------------ | ------------------------ | ------------------------ | ---------- | ---------- | --------------- | --------------- | --------------- | ------------- | ------------- | ------------- | ----------- | ----------- | ----------- | ------ | ------ |
| 1996-1997                | Elbasani                 | KP                       | 12         | 0          | CA              | 0               | 0               | -             | -             | -             | -           | -           | -           | 12     | 0      |
| 1997-1998                | Elbasani                 | KP                       | 30         | 1          | CA              | 0               | 0               | -             | -             | -             | -           | -           | -           | 30     | 1      |
| 1998-gen. 1999           | Elbasani                 | KS                       | 12         | 1          | CA              | 0               | 0               | -             | -             | -             | -           | -           | -           | 12     | 1      |
| Totale Elbasani          | Totale Elbasani          | Totale Elbasani          | 54         | 2          |                 | 0               | 0               |               | -             | -             |             | -           | -           | 54     | 2      |
| gen.-giu. 1999           | Steaua Bucarest          | A                        | 10         | 0          | CR              | 1               | 0               | -             | -             | -             | -           | -           | -           | 11     | 0      |
| 1999-2000                | Steaua Bucarest          | A                        | 19         | 0          | CR              | 0               | 0               | CU            | 7             | 1             | -           | -           | -           | 26     | 1      |
| 2000-2001                | Steaua Bucarest          | A                        | 3          | 0          | CR              | 0               | 0               | -             | -             | -             | -           | -           | -           | 3      | 0      |
| Totale Steaua Bucarest   | Totale Steaua Bucarest   | Totale Steaua Bucarest   | 32         | 0          |                 | 1               | 0               |               | 7             | 1             |             | -           | -           | 40     | 1      |
| 2001-2002                | Dinamo Tirana            | KS                       | 6          | 1          | CA              | 0               | 0               | CU            | 0             | 0             | SA          | 0           | 0           | 6      | 1      |
| 2002-2003                | Național Bucarest        | A                        | 16         | 0          | CR              | 0               | 0               | CU            | 4             | 0             | -           | -           | -           | 20     | 0      |
| 2003-2004                | Național Bucarest        | A                        | 7          | 0          | CR              | 0               | 0               | -             | -             | -             | -           | -           | -           | 7      | 0      |
| Totale Național Bucarest | Totale Național Bucarest | Totale Național Bucarest | 23         | 0          |                 | 0               | 0               |               | 4             | 0             |             | -           | -           | 27     | 0      |
| 2004-2005                | Tirana                   | KS                       | 9          | 0          | CA              | 0               | 0               | UCL           | 0             | 0             | SA          | 0           | 0           | 9      | 0      |
| 2005-2006                | Tirana                   | KS                       | 18         | 0          | CA              | 0               | 0               | UCL           | 0             | 0             | SA          | 0           | 0           | 18     | 0      |
| 2006-gen. 2007           | Tirana                   | KS                       | 5          | 1          | CA              | 0               | 0               | CU            | 0             | 0             | SA          | 0           | 0           | 5      | 1      |
| Totale Tirana            | Totale Tirana            | Totale Tirana            | 32         | 1          |                 | 0               | 0               |               | 0             | 0             |             | 0           | 0           | 38     | 0      |
| gen.-giu. 2007           | Teuta                    | KS                       | 5          | 0          | CA              | 0               | 0               | CU            | 0             | 0             | SA          | 0           | 0           | 5      | 0      |
| 2007-2008                | Besa Kavajë              | KS                       | 4          | 0          | CA              | 0               | 0               | CU            | 1             | 0             | SA          | 1           | 0           | 6      | 0      |
| 2008-2009                | Besa Kavajë              | KS                       | 3          | 0          | CA              | 0               | 0               | UCL           | 0             | 0             | SA          | 0           | 0           | 3      | 0      |
| Totale Besa Kavajë       | Totale Besa Kavajë       | Totale Besa Kavajë       | 7          | 0          |                 | 0               | 0               |               | 1             | 0             |             | 1           | 0           | 9      | 0      |
| Totale carriera          | Totale carriera          | Totale carriera          | 159        | 4          |                 | 1               | 0               |               | 12            | 1             |             | 1           | 0           | 173    | 5      |